# EMF Nations Games 2021
EMF Nations Games 2021 byly 2. ročníkem Evropských her v malém fotbale. Odehrál se jediný turnaj, který se sloužil jako příprava na Mistrovství Evropy v malém fotbale 2022.

## 1. turnaj (Budapešť, Maďarsko)
Turnaj série EMF Nations Games 2021 se konal v maďarském hlavním městě Budapešti v období od 30. do 31. října. Účastnily se ho 4 týmy, které hrály v jedné skupině každý s každým. Týmy na prvních dvou místech hrály finále, týmy na třetí a čtvrté pozici hrály zápas o bronz. O překvapení se postaral tým Izraele, který vybojoval vůbec první cenný kov v malém fotbale. Naopak úřadující mistři Evropy z roku 2018, Češi, obsadili až čtvrtou pozici. Turnaj vyhrálo Maďarsko.
| Vysvětlivky                                             |
| ------------------------------------------------------- |
| Týmy na prvních dvou místech postupují do finále        |
| Týmy na třetí a čtvrté pozici postupují do boje o bronz |
| Vítěz zápasu je tučně zvýrazněn                         |

### Zápasy
| Tým       | Z | V | R | P | VG | IG | +/− | B |
| --------- | - | - | - | - | -- | -- | --- | - |
| Slovensko | 3 | 2 | 0 | 1 | 4  | 3  | +1  | 6 |
| Maďarsko  | 3 | 1 | 1 | 1 | 5  | 4  | +1  | 4 |
| Česko     | 3 | 1 | 1 | 1 | 6  | 8  | −2  | 4 |
| Izrael    | 3 | 1 | 0 | 2 | 7  | 7  | 0   | 3 |

| 30. října 2021 14:00 |       |                   |                                    |
| Maďarsko             | 0 : 1 | Slovensko         | Marczibányi Sportcentrum, Budapešť |
|                      |       | Matúš Paukner 23' | Marczibányi Sportcentrum, Budapešť |

| 30. října 2021 15:00   |       |                                                                                    |                                    |
| Česko                  | 2 : 5 | Izrael                                                                             | Marczibányi Sportcentrum, Budapešť |
| Stanislav Mařík 1', 2' |       | Omer Shifman 4', 34' Yuval Shabtay 16' Roi Hai Nissim 36' Mordehai Moti Kadosh 39' | Marczibányi Sportcentrum, Budapešť |

| 30. října 2021 17:00                                                    |       |                                    |                                    |
| Maďarsko                                                                | 4 : 2 | Izrael                             | Marczibányi Sportcentrum, Budapešť |
| János Trencsényi 21' Dániel Nagy 26' László Bita 35' Richárd Gregus 39' |       | Yuval Shabtay 10' Noam Mizrahi 17' | Marczibányi Sportcentrum, Budapešť |

| 30. října 2021 18:00                               |       |                                       |                                    |
| Česko                                              | 3 : 2 | Slovensko                             | Marczibányi Sportcentrum, Budapešť |
| David Podzimek 2' Jan Rosůlek 36' Zdeněk Fládr 37' |       | Adam Bombicz 5' Peter Brestovanský 6' | Marczibányi Sportcentrum, Budapešť |

| 31. října 2021 9:00 |       |                   |                                    |
| Izrael              | 0 : 1 | Slovensko         | Marczibányi Sportcentrum, Budapešť |
|                     |       | Martin Kopčan 27' | Marczibányi Sportcentrum, Budapešť |

| 31. října 2021 10:00  |       |                 |                                    |
| Maďarsko              | 1 : 1 | Česko           | Marczibányi Sportcentrum, Budapešť |
| Dávid Csoszánszki 39' |       | Jan Koudelka 8' | Marczibányi Sportcentrum, Budapešť |

#### o 3. místo
| 31. října 2021 12:00                                      |       |                       |                                    |
| Izrael                                                    | 4 : 2 | Česko                 | Marczibányi Sportcentrum, Budapešť |
| Yuval Shabtay 17' Noam Mizrahi 20' Marik Simhaev 28', 32' |       | Zdeněk Fládr 30', 39' | Marczibányi Sportcentrum, Budapešť |

#### Finále
| 31. října 2021 13:00 |       |                                      |                                    |
| Slovensko            | 0 : 2 | Maďarsko                             | Marczibányi Sportcentrum, Budapešť |
|                      |       | Miklós Barabás 21' Dávid Ladányi 38' | Marczibányi Sportcentrum, Budapešť |